# アンナ・サールステン
アンナ・サールステン（Anna Sofia Sahlstén、1859年9月22日 - 1931年8月21日）は、フィンランドの画家、美術教師である。肖像画や風俗画を描いた。

## 略歴
現在の北サヴォ県のイーサルミ（Iisalmi）で生まれた。父親は商工会議所の顧問で、8歳の時家族とヘルシンキに移った。1877年に女子学校を卒業した。1877年からヘルシンキのフィンランド絵画協会の美術学校（現在の Taideyliopiston Kuvataideakatemia）で学んだ後、1880年からアドルフ・フォン・ベッカーのヘルシンキの私立美術学校で学び、1884年から1885年の冬はパリに出てギュスターヴ・クルトワ（1852-1923）やジャン＝アンドレ・リクセン（1846-1925）、ポール＝ルイ・ドゥランス（1848-1924）といった画家に学んだ。1889年から1890年にも奨学金を得てパリで修行し、パリの私立の美術学校アカデミー・コラロッシで学んだ。
21歳から中等学校の美術教師として働き始め、1882年から1926年までの46年間、その仕事を続けた 。1906年に、フィンランド絵画教師協会(Piirustusopettajayhdistystä)の創設者の一人になり初代会長になった。1907年から協会の機関誌「Styluksen（スタイラスの意）」の創設者の一人となった。
1931年にヘルシンキで亡くなった。
肖像画や職場や家庭での人々の姿を描いた作品で知られている。

## 作品

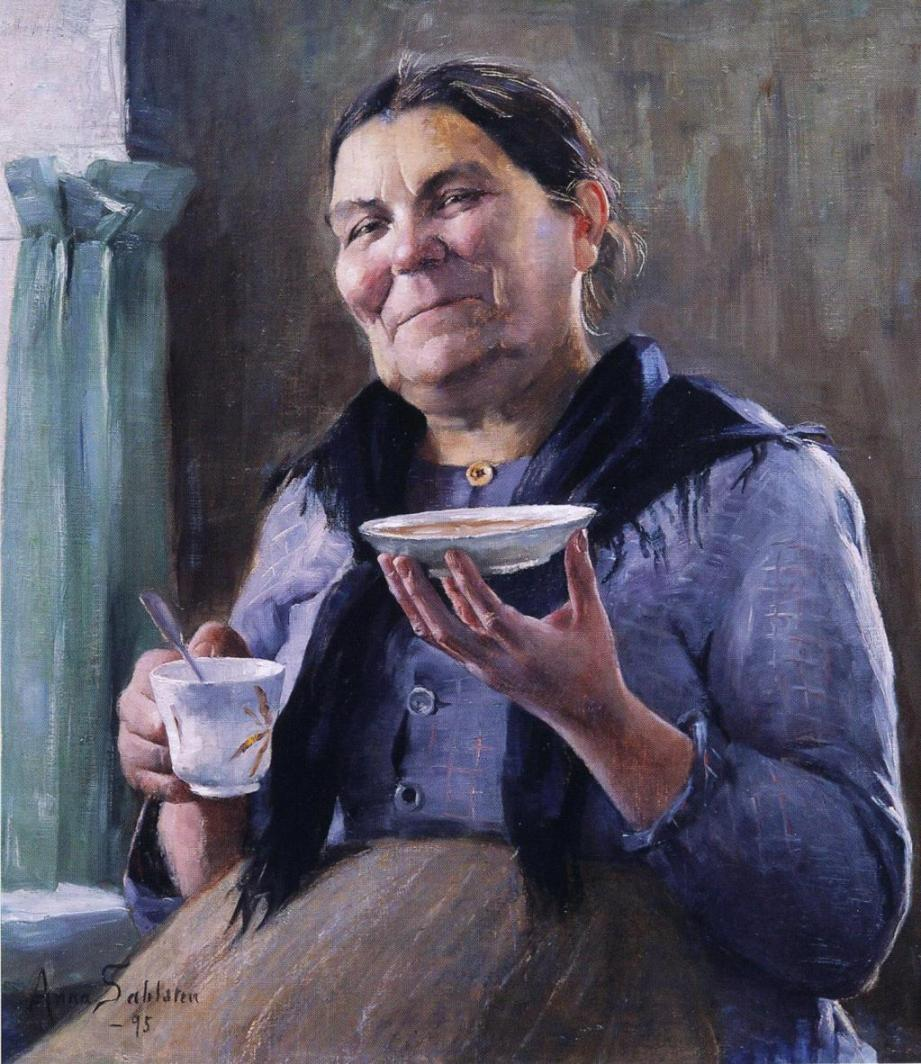
コーヒーおばあさん(1895)、個人蔵
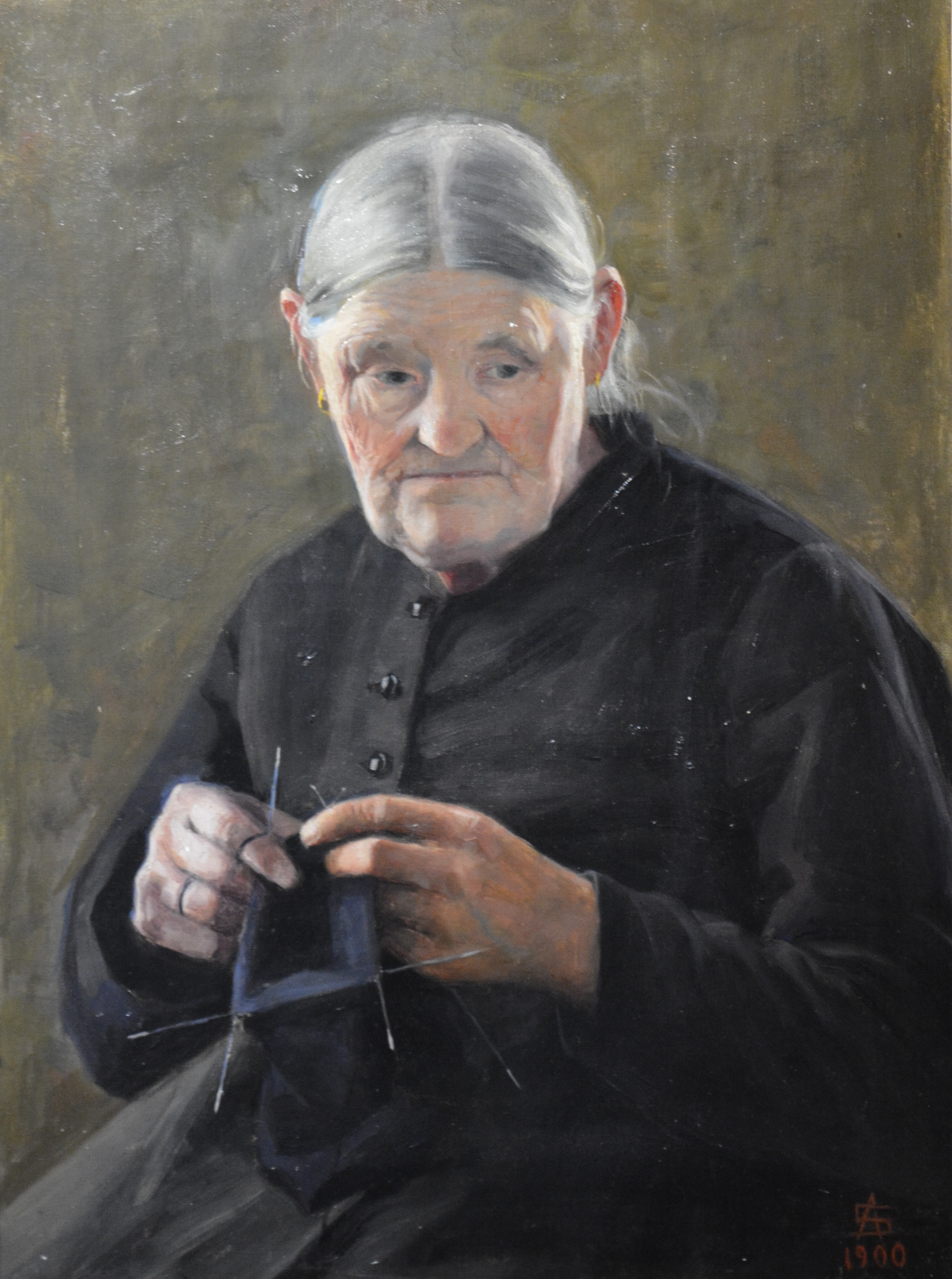
編み物するおばあさん(1900)、個人蔵
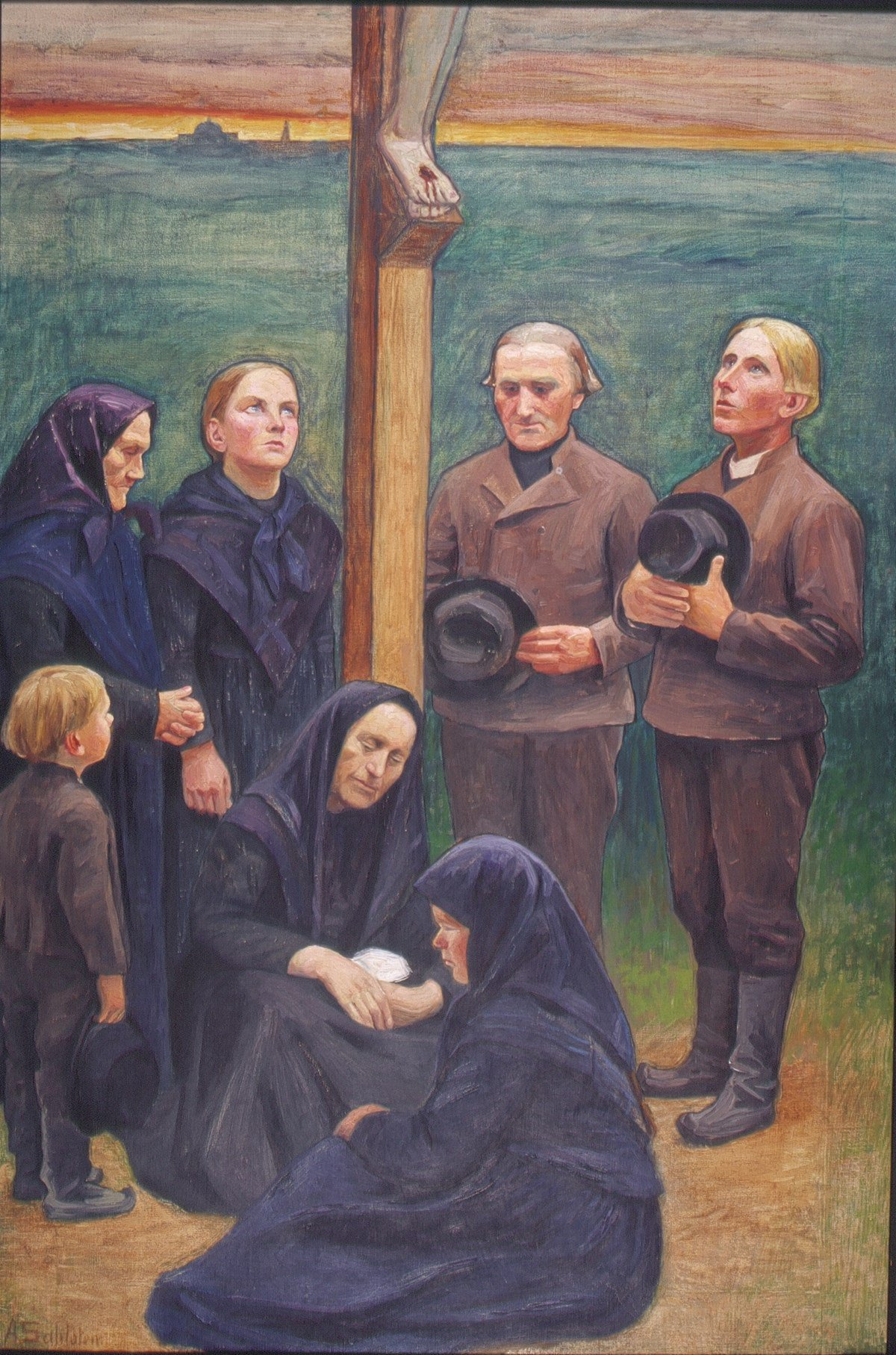
「十字架像の足元で」 タンペレ美術館
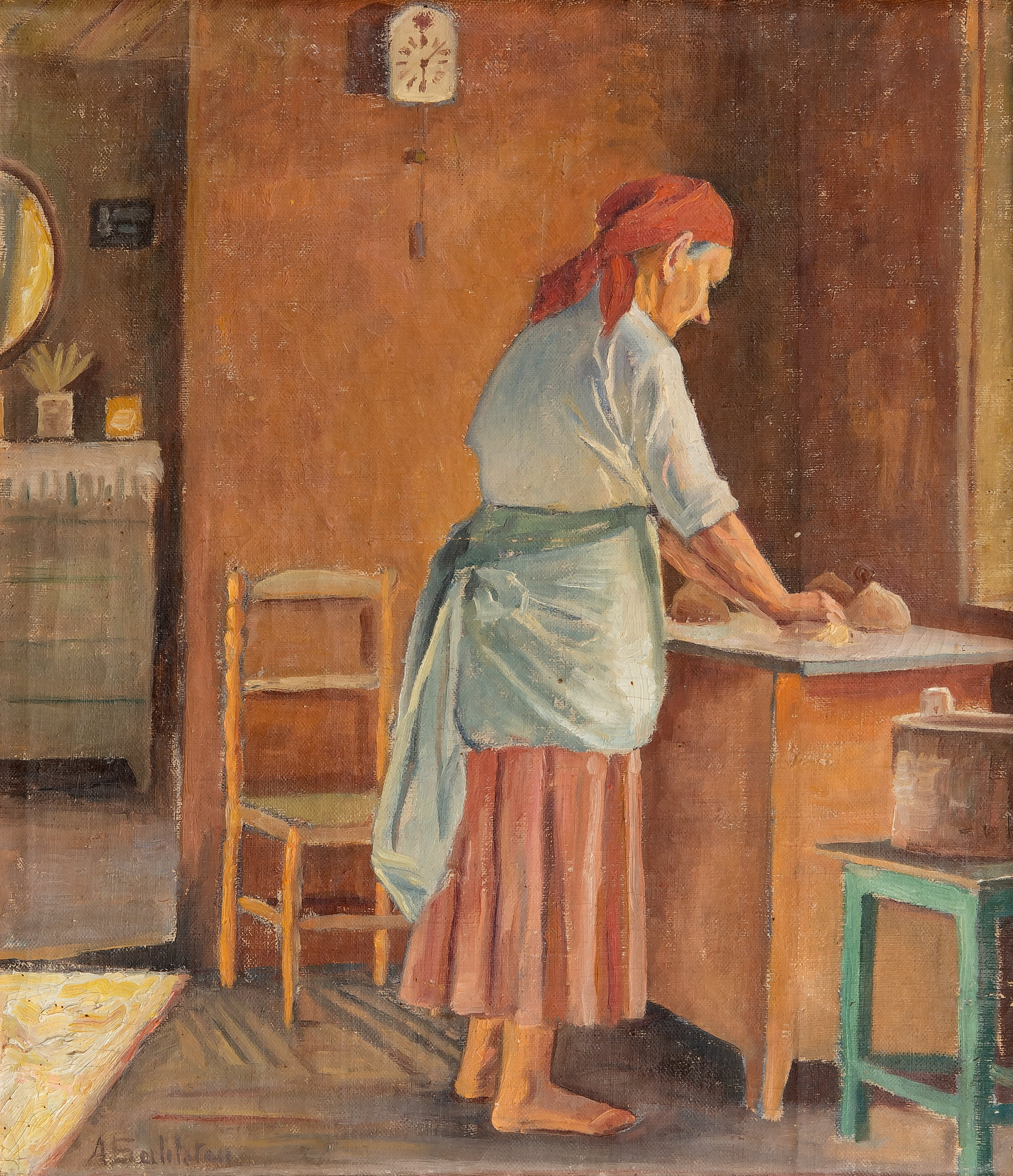
パンを作る婦人

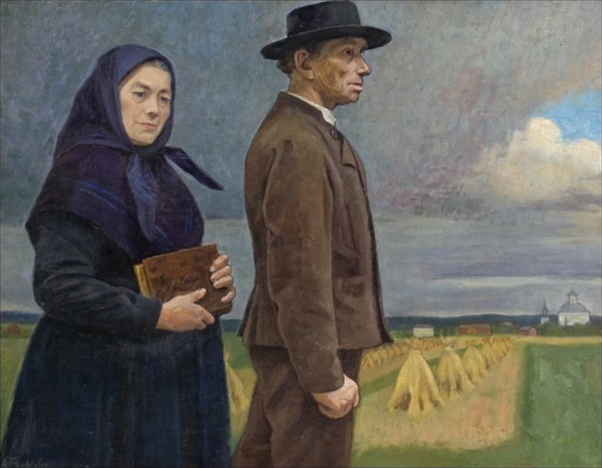
教会へ向かう夫婦(1892)
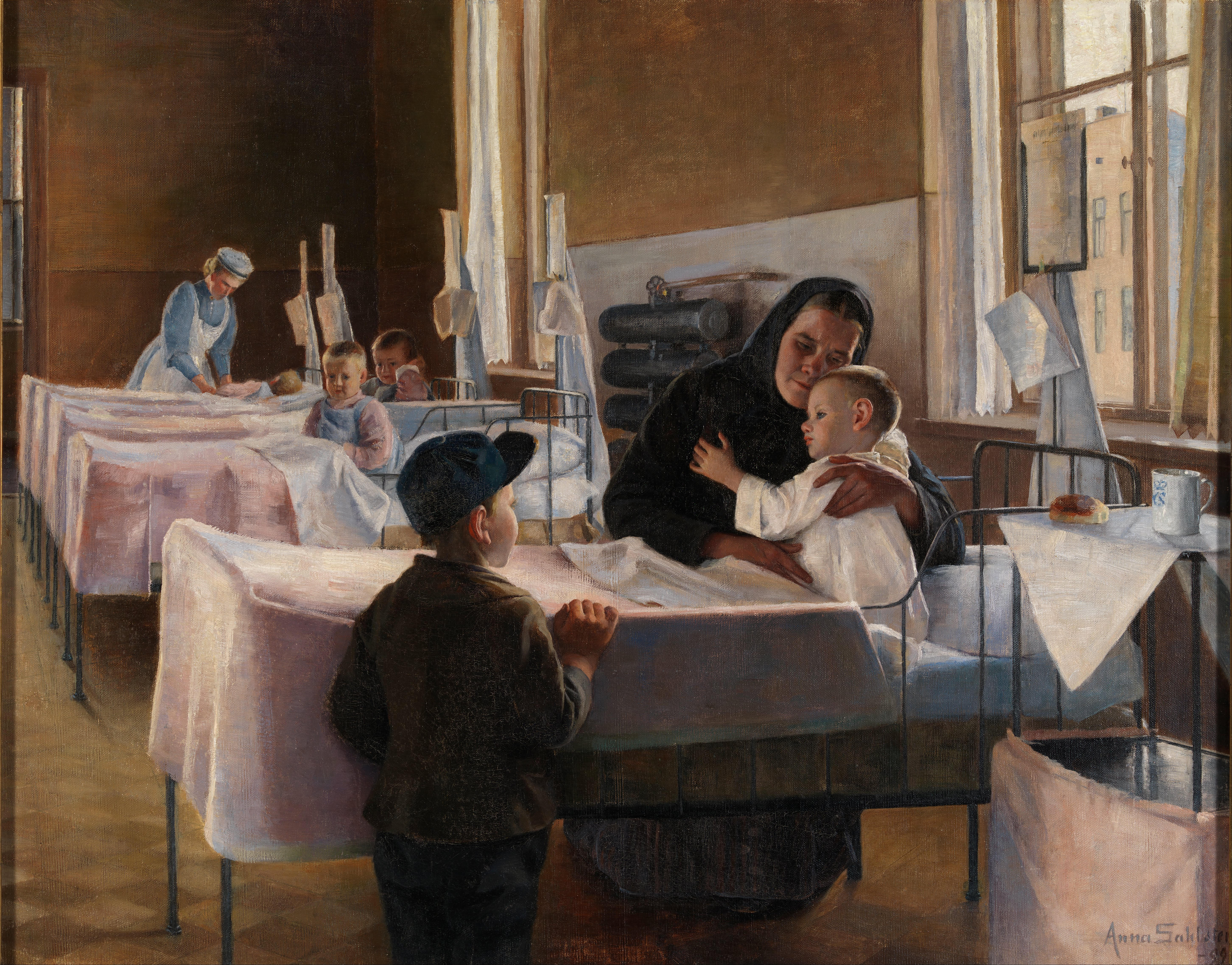
病室で (c.1893),br>エスポー近代美術館
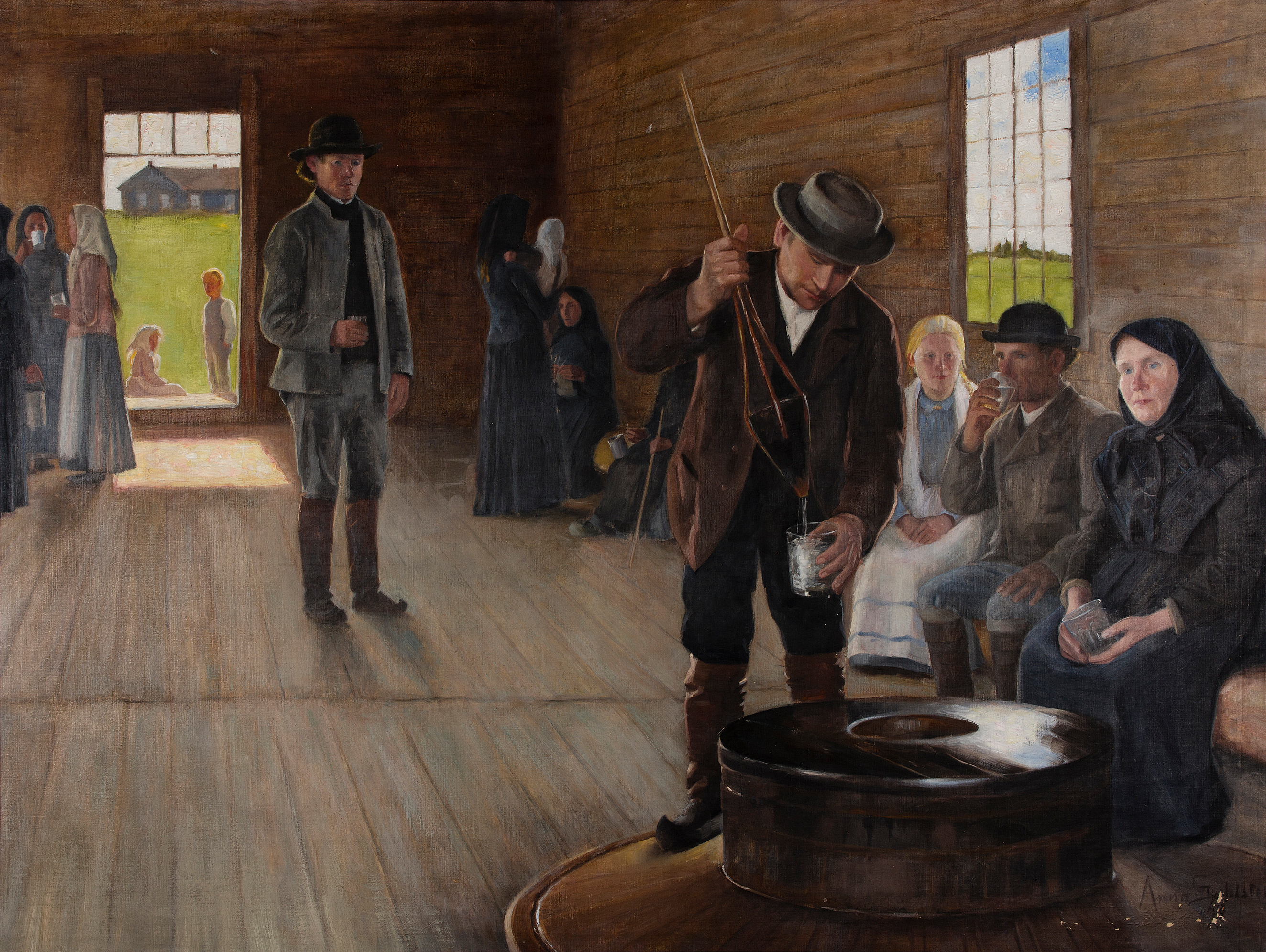
ルンニの健康にいいとされる井戸水を汲む人々 (1898)